# Séries éliminatoires de la Coupe Stanley 1928
Année précédente Année suivante
Les séries éliminatoires de la Coupe Stanley 1928 font suite à la saison 1927-1928 de la Ligue nationale de hockey. Les Rangers de New York remportent leur première Coupe Stanley en battant en finale les Maroons de Montréal sur le score de 3 matchs à 2.

## Tableau récapitulatif
|  | Premier tour | Premier tour          | Premier tour | Premier tour        |    |                     | Demi-finales | Demi-finales | Demi-finales | Demi-finales |  |  | Finale de la Coupe Stanley | Finale de la Coupe Stanley | Finale de la Coupe Stanley | Finale de la Coupe Stanley |
|  |              |                       |              |                     |    |                     |              |              |              |              |  |  |                            |                            |                            |                            |
|  |              |                       |              |                     |    |                     |              |              |              |              |  |  |                            |                            |                            |                            |
|  |              |                       |              |                     |    |                     |              |              |              |              |  |  |                            |                            |                            |                            |
|  |              |                       |              |                     |    |                     |              |              |              |              |  |  |                            |                            |                            |                            |
|  |              |                       |              |                     |    |                     |              |              |              |              |  |  |                            |                            |                            |                            |
|  |              |                       |              |                     |    |                     |              |              |              |              |  |  |                            |                            |                            |                            |
|  | C1           | Canadiens de Montréal | 2            | 2                   |    |                     |              |              |              |              |  |  |                            |                            |                            |                            |
|  | C1           | Canadiens de Montréal | 2            | 2                   |    |                     |              |              |              |              |  |  |                            |                            |                            |                            |
|  |              |                       | C2           | Maroons de Montréal | 3  | 3                   |              |              |              |              |  |  |                            |                            |                            |                            |
|  | C2           | Maroons de Montréal   | C2           | Maroons de Montréal | 3  | 3                   | 3            | 3            |              |              |  |  |                            |                            |                            |                            |
|  | C2           | Maroons de Montréal   |              |                     |    |                     |              | 3            |              |              |  |  |                            |                            |                            |                            |
|  | C3           | Sénateurs d'Ottawa    | 1            | 1                   |    |                     |              |              |              |              |  |  |                            |                            |                            |                            |
|  | C3           | Sénateurs d'Ottawa    | 1            | 1                   | C2 | Maroons de Montréal | 2            | 2            |              |              |  |  |                            |                            |                            |                            |
|  |              |                       |              |                     | C2 | Maroons de Montréal | 2            | 2            |              |              |  |  |                            |                            |                            |                            |
|  |              |                       | A2           | Rangers de New York | 3  | 3                   |              |              |              |              |  |  |                            |                            |                            |                            |
|  |              |                       |              |                     | 3  | 3                   |              |              |              |              |  |  |                            |                            |                            |                            |
|  |              |                       |              |                     |    |                     |              |              |              |              |  |  |                            |                            |                            |                            |
|  |              |                       |              |                     |    |                     |              |              |              |              |  |  |                            |                            |                            |                            |
|  | A1           | Bruins de Boston      | 2            | 2                   |    |                     |              |              |              |              |  |  |                            |                            |                            |                            |
|  | A1           | Bruins de Boston      | 2            | 2                   |    |                     |              |              |              |              |  |  |                            |                            |                            |                            |
|  |              |                       | A2           | Rangers de New York | 5  | 5                   |              |              |              |              |  |  |                            |                            |                            |                            |
|  | A2           | Rangers de New York   | A2           | Rangers de New York | 5  | 5                   | 6            | 6            |              |              |  |  |                            |                            |                            |                            |
|  | A2           | Rangers de New York   |              |                     |    |                     |              | 6            |              |              |  |  |                            |                            |                            |                            |
|  | A3           | Pirates de Pittsburgh | 4            | 4                   |    |                     |              |              |              |              |  |  |                            |                            |                            |                            |
|  | A3           | Pirates de Pittsburgh | 4            | 4                   |    |                     |              |              |              |              |  |  |                            |                            |                            |                            |
|  |              |                       |              |                     |    |                     |              |              |              |              |  |  |                            |                            |                            |                            |

## Détails des matchs

### Premier tour

#### Maroons de Montréal contre Sénateurs d'Ottawa
| 27 mars | Ottawa | 0-1 (0-0, 0-1, 0-0) | Montréal | Auditorium d'Ottawa 9 000 spectateurs |

| Feuille de match | Feuille de match | Feuille de match | Feuille de match | Feuille de match                       |
| ---------------- | ---------------- | ---------------- | ---------------- | -------------------------------------- |
|                  |                  | 0-1              | Lamb — 9 min 5 s | Arbitrage : M.J. Rodden Jerry Laflamme |
| Connell          | Gardiens         | Benedict         |                  | Arbitrage : M.J. Rodden Jerry Laflamme |
|                  |                  |                  |                  | Arbitrage : M.J. Rodden Jerry Laflamme |
|                  |                  |                  |                  | Arbitrage : M.J. Rodden Jerry Laflamme |

| 29 mars | Montréal | 2-1 (1-0, 1-0, 0-1) | Ottawa | Forum de Montréal 12 500 spectateurs |

| Feuille de match | Feuille de match                          | Feuille de match | Feuille de match     | Feuille de match                       |
| ---------------- | ----------------------------------------- | ---------------- | -------------------- | -------------------------------------- |
|                  | Siebert — 10 min 48 s Smith — 23 min 22 s | 1-0 2-0 2-1      | Kilrea — 42 min 26 s | Arbitrage : M.J. Rodden Jerry Laflamme |
| Benedict         | Gardiens                                  | Connell          |                      | Arbitrage : M.J. Rodden Jerry Laflamme |
|                  |                                           |                  |                      | Arbitrage : M.J. Rodden Jerry Laflamme |
|                  |                                           |                  |                      | Arbitrage : M.J. Rodden Jerry Laflamme |

#### Rangers de New York contre Pirates de Pittsburgh
Les deux équipes se sont rencontrées à six reprises au cours de la saison régulière. Les Rangers ont gagné leurs trois matchs à domicile 2-0, 4-1 et 3-0 alors que les trois matchs joués à Pittsburgh ont vu un match nul 2-2 et les Pirates l'emporter deux fois sur le score de 4-2. Avec 15 buts marqués contre 11 lors de ces rencontres, les Rangers sont les favoris de cette série.
| 27 mars | Rangers | 4-0 (3-0, 1-0, 0-0) | Pittsburgh | Madison Square Garden 14 000 spectateurs |

| Feuille de match | Feuille de match                                                                          | Feuille de match | Feuille de match | Feuille de match                     |
| ---------------- | ----------------------------------------------------------------------------------------- | ---------------- | ---------------- | ------------------------------------ |
|                  | Boucher — 4 min 14 s Bu. Cook — 14 min 39 s Alex Gray — 18 min 37 s Johnson — 24 min 21 s | 1-0 2-0 3-0 4-0  |                  | Arbitrage : Lou Marsh Bobby Hewitson |
| Chabot           | Gardiens                                                                                  | Worters          |                  | Arbitrage : Lou Marsh Bobby Hewitson |
|                  |                                                                                           |                  |                  | Arbitrage : Lou Marsh Bobby Hewitson |
|                  |                                                                                           |                  |                  | Arbitrage : Lou Marsh Bobby Hewitson |

| 29 mars | New York | 2-4 (1-1, 0-0, 1-3) | Pittsburgh | Madison Square Garden |

| Feuille de match | Feuille de match                       | Feuille de match        | Feuille de match                                                               | Feuille de match                     |
| ---------------- | -------------------------------------- | ----------------------- | ------------------------------------------------------------------------------ | ------------------------------------ |
|                  | Abel — 3 min 3 s Murdoch — 50 min 40 s | 1-0 1-1 1-2 2-2 2-3 2-4 | Burke — 14 min 4 s Smith — 47 min 40 s Smith — 53 min 7 s Cotton — 58 min 24 s | Arbitrage : Lou Marsh Bobby Hewitson |
| Chabot           | Gardiens                               | Worters                 |                                                                                | Arbitrage : Lou Marsh Bobby Hewitson |
|                  |                                        |                         |                                                                                | Arbitrage : Lou Marsh Bobby Hewitson |
|                  |                                        |                         |                                                                                | Arbitrage : Lou Marsh Bobby Hewitson |

### Demi-finales

#### Canadiens de Montréal contre Maroons de Montréal
| 31 mars | Maroons de Montréal | 2-2 (0-1, 2-1, 0-0) | Canadiens de Montréal | Forum de Montréal |

| Feuille de match | Feuille de match                       | Feuille de match | Feuille de match                        | Feuille de match                     |
| ---------------- | -------------------------------------- | ---------------- | --------------------------------------- | ------------------------------------ |
|                  | Ward — 33 min 55 s Smith — 34 min 15 s | 0-1 0-2 1-2 2-2  | Leduc — 10 min 10 s Gagné — 23 min 55 s | Arbitrage : Lou Marsh Michael Rodden |
| Hainsworth       | Gardiens                               | Benedict         |                                         | Arbitrage : Lou Marsh Michael Rodden |
|                  |                                        |                  |                                         | Arbitrage : Lou Marsh Michael Rodden |
|                  |                                        |                  |                                         | Arbitrage : Lou Marsh Michael Rodden |

| 3 avril | Canadiens de Montréal | 0-1 (pr) (0-0, 0-0, 0-0, 0-1) | Maroons de Montréal | Forum de Montréal 13 000 spectateurs |

| Feuille de match | Feuille de match | Feuille de match | Feuille de match    | Feuille de match                     |
| ---------------- | ---------------- | ---------------- | ------------------- | ------------------------------------ |
|                  |                  | 0-1              | Oatman — 8 min 20 s | Arbitrage : Lou Marsh Michael Rodden |
| Benedict         | Gardiens         | Hainsworth       |                     | Arbitrage : Lou Marsh Michael Rodden |
|                  |                  |                  |                     | Arbitrage : Lou Marsh Michael Rodden |
|                  |                  |                  |                     | Arbitrage : Lou Marsh Michael Rodden |

#### Bruins de Boston contre Rangers de New York
| 31 mars | New York | 1-1 (0-0, 0-0, 1-1) | Boston | Madison Square Garden 18 000 spectateurs |

| Feuille de match | Feuille de match      | Feuille de match | Feuille de match          | Feuille de match                            |
| ---------------- | --------------------- | ---------------- | ------------------------- | ------------------------------------------- |
|                  | Boucher — 41 min 48 s | 1-0 1-1          | Fredrickson — 44 min 48 s | Arbitrage : Cooper Smeaton George Mallinson |
| Chabot           | Gardiens              | Winkler          |                           | Arbitrage : Cooper Smeaton George Mallinson |
|                  |                       |                  |                           | Arbitrage : Cooper Smeaton George Mallinson |
|                  |                       |                  |                           | Arbitrage : Cooper Smeaton George Mallinson |

| 3 avril | Boston | 1-4 (0-0, 0-1, 1-3) | New York | Boston Arena |

| Feuille de match | Feuille de match     | Feuille de match    | Feuille de match                                                                          | Feuille de match                            |
| ---------------- | -------------------- | ------------------- | ----------------------------------------------------------------------------------------- | ------------------------------------------- |
|                  | Oliver — 59 min 38 s | 0-1 0-2 0-3 0-4 1-4 | Bi. Cook — 38 min 54 s Murdoch — 51 min 23 s Bu. Cook — 56 min 18 s Boucher — 57 min 13 s | Arbitrage : Cooper Smeaton George Mallinson |
| Winkler          | Gardiens             | Chabot              |                                                                                           | Arbitrage : Cooper Smeaton George Mallinson |
|                  |                      |                     |                                                                                           | Arbitrage : Cooper Smeaton George Mallinson |
|                  |                      |                     |                                                                                           | Arbitrage : Cooper Smeaton George Mallinson |

### Finale
| 5 avril | Montréal | 2-0 (0-0, 1-0, 1-0) | New York | Forum de Montréal 10 000 spectateurs |

| Feuille de match | Feuille de match                            | Feuille de match | Feuille de match | Feuille de match                     |
| ---------------- | ------------------------------------------- | ---------------- | ---------------- | ------------------------------------ |
|                  | Dutton — 30 min 50 s Phillips — 47 min 50 s | 1-0 2-0          |                  | Arbitrage : Lou Marsh Michael Rodden |
| Benedict         | Gardiens                                    | Chabot           |                  | Arbitrage : Lou Marsh Michael Rodden |
|                  |                                             |                  |                  | Arbitrage : Lou Marsh Michael Rodden |
|                  |                                             |                  |                  | Arbitrage : Lou Marsh Michael Rodden |

| 7 avril | Montréal | 1-2 (pr) (0-0, 0-0) | New York | Forum de Montréal 10 500 spectateurs |

| Feuille de match | Feuille de match      | Feuille de match | Feuille de match                            | Feuille de match                     |
| ---------------- | --------------------- | ---------------- | ------------------------------------------- | ------------------------------------ |
|                  | Stewart — 54 min 50 s | 0-1 1-1 1-2      | Bi. Cook — 40 min 30 s Boucher — 67 min 5 s | Arbitrage : Lou Marsh Michael Rodden |
| Benedict         | Gardiens              | Chabot, Patrick  |                                             | Arbitrage : Lou Marsh Michael Rodden |
|                  |                       |                  |                                             | Arbitrage : Lou Marsh Michael Rodden |
|                  |                       |                  |                                             | Arbitrage : Lou Marsh Michael Rodden |

| 10 avril | Montréal | 2-0 (0-0, 1-0, 1-0) | New York | Forum de Montréal 10 500 spectateurs |

| Feuille de match | Feuille de match                       | Feuille de match | Feuille de match | Feuille de match                     |
| ---------------- | -------------------------------------- | ---------------- | ---------------- | ------------------------------------ |
|                  | Stewart — 29 min Siebert — 57 min 20 s | 1-0 2-0          |                  | Arbitrage : Lou Marsh Michael Rodden |
| Benedict         | Gardiens                               | Miller           |                  | Arbitrage : Lou Marsh Michael Rodden |
|                  |                                        |                  |                  | Arbitrage : Lou Marsh Michael Rodden |
|                  |                                        |                  |                  | Arbitrage : Lou Marsh Michael Rodden |

| 12 avril | Montréal | 0-1 (0-0, 0-1, 0-0) | New York | Forum de Montréal 10 500 spectateurs |

| Feuille de match | Feuille de match | Feuille de match | Feuille de match      | Feuille de match                     |
| ---------------- | ---------------- | ---------------- | --------------------- | ------------------------------------ |
|                  |                  | 0-1              | Boucher — 26 min 15 s | Arbitrage : Lou Marsh Michael Rodden |
| Benedict         | Gardiens         | Miller           |                       | Arbitrage : Lou Marsh Michael Rodden |
|                  |                  |                  |                       | Arbitrage : Lou Marsh Michael Rodden |
|                  |                  |                  |                       | Arbitrage : Lou Marsh Michael Rodden |

| 14 avril | Montréal | 1-2 (0-1, 0-0, 1-1) | New York | Forum de Montréal 11 000 spectateurs |

| Feuille de match | Feuille de match       | Feuille de match | Feuille de match                           | Feuille de match                     |
| ---------------- | ---------------------- | ---------------- | ------------------------------------------ | ------------------------------------ |
|                  | Phillips — 57 min 16 s | 0-1 0-2 1-2      | Boucher — 17 min 5 s Boucher — 55 min 16 s | Arbitrage : Lou Marsh Michael Rodden |
| Benedict         | Gardiens               | Miller           |                                            | Arbitrage : Lou Marsh Michael Rodden |
|                  |                        |                  |                                            | Arbitrage : Lou Marsh Michael Rodden |
|                  |                        |                  |                                            | Arbitrage : Lou Marsh Michael Rodden |